# Armoiries d'Israël
Les armoiries d'Israël représentent une menorah, symbole juif depuis plus de 3000 ans. La menorah représentée ici est la même que celle gravée sur l'arc de Titus et est entourée de deux rameaux d'olivier qui symbolisent la Terre d'Israël, mais également la paix.
Le texte situé sous la menorah : ישראל, signifie « Israël » en hébreu.

## Versions

Premier ministre
Sites gouvernementaux
Assemblée (Knesset)
Site en anglais de la Cour suprême
Site en hébreu de la Cour suprême